# Río Lohit

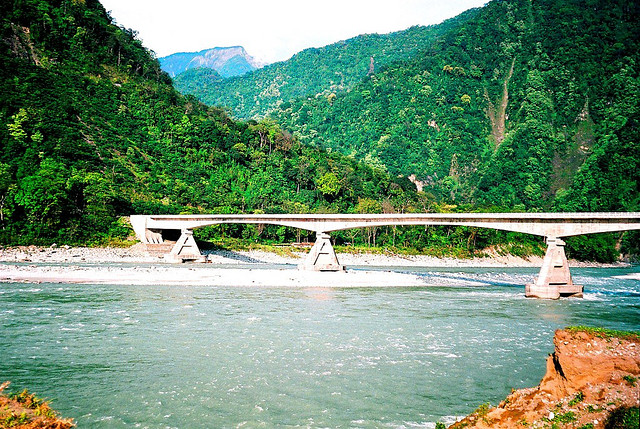
El río Lohit entrando en las llanuras del valle Brahmaputra en Parshuram Kund

El río Lohit o el río Zayü es un río en la India y China. Es un afluente del río Brahmaputra. El río nace en la Región Autónoma del Tíbet, en la cordillera Kangri Garpo, donde se conoce como el río Zayü (en chino simplificado, 察隅河; pinyin, Cháyú Hé).  Desciende a través de esta región montañosa y surge a través de Arunachal Pradesh en la India durante 200 km antes de entrar en las llanuras de Assam, donde se conoce como el río Lohit. Tempestuoso y turbulento, y conocido como el río de sangre en parte atribuible al suelo laterítico, fluye a través de las colinas Mishmi, para encontrarse con el Siang (Brahmaputra) al comienzo del valle Brahmaputra. 
En su mayor parte boscosa, la vegetación alpina da paso a los bosques subtropicales y luego a algunas de las selvas tropicales más densas de toda la India. Los rododendros florecen en muchos tonos en los tramos superiores, las orquídeas se revelan en los bosques inferiores.  Este es de hecho un tesoro de plantas medicinales y hierbas, y el hogar de Mishmi teeta, la planta coptis, es muy apreciada en todo el mundo por sus propiedades medicinales. 
En las colinas viven los Mishmis. En las llanuras se encuentran los Khamptis y los Jingpos, fervientes budistas y migrantes de las colinas de Patkai de Birmania. A medida que el Lohit avanza, la teología tibetana da paso a la creencia animista, reemplazada a su vez por el Budismo Theravada y luego por los templos hindúes. Esta región experimenta una mezcla de muchas culturas cerca del punto triple entre el Tíbet, el sudeste asiático y el sur de Asia. 
El río Lohit penetra en la India desde China y discurre cerca del extremo más habitado de la India, en un lugar llamado Kibithu. El ejército indio utiliza este río para diversas expediciones y entrenamientos. 

## Rafting en el río
Ha habido muy pocas expediciones en balsa en el río Lohit. Es un río de clase media continua de clase 4 + / 5 en su parte superior alpina. El rafting se inició por primera vez en febrero de 1994 por el Ejército de la India y el primer descenso en kayak exitoso del río fue en diciembre de 2003. 
En la parte baja de Lohit se encuentra Parshuram Kund, un lugar de peregrinaje hindú. En el mes de enero, más de 70,000 devotos y sadhus toman el agua del santo baño con motivo del Makar Sankranti.